# Bataille de Cserhalom
Guerre hongro-coumane
La bataille de Cserhalom (en hongrois : Cserhalmi csata, en roumain : bătălia de la Chiraleș) opposa en 1068, sur la colline Cserhalom près de Kerlés en Transylvanie (aujourd'hui Chiraleș en Roumanie), l'armée du roi Salomon de Hongrie, accompagné de ses cousins et futurs successeurs Géza et Ladislas (saint László), à une armée coumane, pétchénègue ou oghuze, commandée par le chef Ozul ou Oslu. Le royaume de Hongrie fut victorieux.

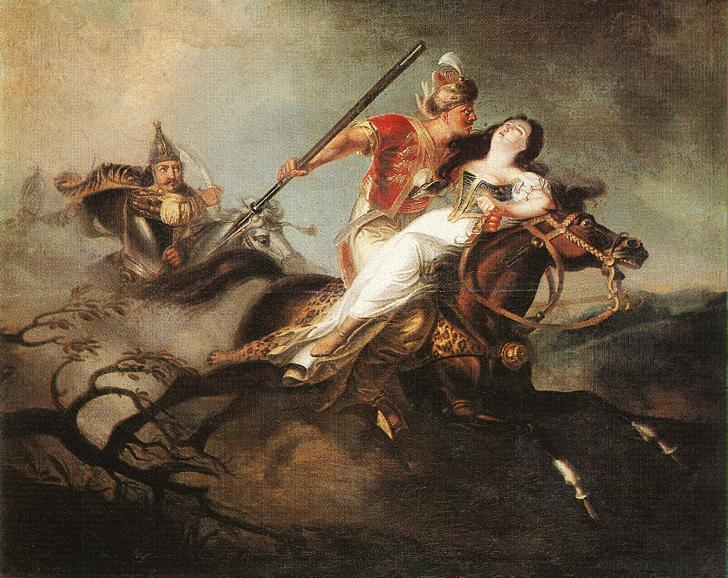
Saint László, lors de la bataille de Cserhalom, se portant au secours d'une jeune Hongroise enlevée par un Couman.